# Diplonaevia
Diplonaevia is een geslacht van schimmels uit de familie Calloriaceae. De typesoort is Diplonaevia caricum.

## Soorten
Volgens Index Fungorum telt het geslacht 33 soorten (peildatum oktober 2023):
| Soortnaam                                          | Auteur(s)                  | Publicatiejaar |
| -------------------------------------------------- | -------------------------- | -------------- |
| Diplonaevia antarctica                             | (Dennis) Nannf.            | 1985           |
| Diplonaevia bresadolae (Smalsporig splijtbekertje) | (Rehm) B. Hein             | 1983           |
| Diplonaevia caricis                                | (Petr.) B. Hein            | 1983           |
| Diplonaevia caricum                                | (Auersw.) Sacc.            | 1889           |
| Diplonaevia caulophylli                            | (Ellis & Everh.) B. Hein   | 1983           |
| Diplonaevia chaerophylli                           | (Rehm) Sacc. & P. Syd.     | 1899           |
| Diplonaevia circinata                              | (Lib.) B. Hein             | 1983           |
| Diplonaevia davalliana                             | B. Hein & Scheuer          | 1986           |
| Diplonaevia ebulicola                              | (Höhn.) Sacc. & D. Sacc.   | 1906           |
| Diplonaevia elynae                                 | (Défago) B. Hein           | 1983           |
| Diplonaevia emergens                               | (P. Karst.) B. Hein        | 1983           |
| Diplonaevia erumpens                               | Nograsek & Matzer          | 1994           |
| Diplonaevia exigua (Russensplijtbekertje)          | (Desm.) B. Hein            | 1983           |
| Diplonaevia helicospora                            | Nannf.                     | 1985           |
| Diplonaevia hyperborea                             | Nannf.                     | 1985           |
| Diplonaevia immersa                                | B. Hein & Scheuer          | 1986           |
| Diplonaevia junciseda (Russenviltmollisia)         | (P. Karst.) Nannf.         | 1985           |
| Diplonaevia latispora                              | Raitv.                     | 2003           |
| Diplonaevia luzulina                               | (P. Karst.) B. Hein        | 1983           |
| Diplonaevia melaleuca                              | Ellis & Everh.             | 1893           |
| Diplonaevia microsticta                            | (Dennis) Nannf.            | 1985           |
| Diplonaevia mollisioides                           | (Sacc. & Briard) B. Hein   | 1983           |
| Diplonaevia muelleri                               | B. Hein & Scheuer          | 1986           |
| Diplonaevia parmeliae                              | C.W. Dodge & G.E. Baker    | 1938           |
| Diplonaevia paulula                                | (Roberge ex Desm.) Scheuer | 1991           |
| Diplonaevia perpusilla                             | (Rehm) B. Hein             | 1983           |
| Diplonaevia salassorum                             | (Défago) B. Hein           | 1983           |
| Diplonaevia savilei                                | Nannf.                     | 1985           |
| Diplonaevia septospora                             | B. Hein & Scheuer          | 1986           |
| Diplonaevia seriata                                | (Lib.) B. Hein             | 1983           |
| Diplonaevia sphaerelloides                         | (Ellis) Sacc.              | 1889           |
| Diplonaevia stenospora                             | (Sacc.) B. Hein            | 1983           |
| Diplonaevia trichophori                            | (Petr.) B. Hein            | 1983           |